# 橘條小鮋
橘條小鮋是輻鰭魚綱鮋形目鮋亞目鮋科的其中一種，為熱帶海水魚，分布於東太平洋加拉巴哥群島及可可島海域，棲息深度160-412公尺，體長可達10.1公分，棲息在岩礁底層水域，生活習性不明。

## 扩展阅读
維基物種上的相關：橘條小鮋